# Río Moindou
El río Moindou es un río de Nueva Caledonia. Tiene un área de influencia de 125 kilómetros cuadrados.